# Thaksin Shinawatra
Thaksin Shinawatra (tiếng Thái: ทักษิณ ชินวัตร; sinh ngày 26 tháng 7 năm 1949) là một chính khách người Thái Lan, cựu Thủ tướng Chính phủ Vương quốc Thái Lan và là nhà lãnh đạo Đảng Người Thái yêu người Thái.
Ông là người đứng đầu tập đoàn Shin kiểm soát công ty cung cấp dịch vụ điện thoại di động lớn nhất Thái Lan Avanced Info Service (AIS). Ông là người giàu nhất Thái Lan trước khi chuyển nhượng quyền sở hữu công ty cho gia đình, người giúp việc và tài xế. Vợ ông, Potjaman Shinawatra, luôn sát cánh bên chồng trên chính trường và trong các hoạt động kinh doanh ở hậu trường. Thaksin Shinawatra có 3 con: Phathongtae Shinawatra, Pinthongtha Shinawatra và Paetongtarn Shinawatra.
Ngày 19 tháng 9 năm 2006, Quân đội Hoàng gia Thái Lan đảo chính và lật đổ chính phủ ông trong lúc ông đang tham gia cuộc họp Đại hội đồng Liên Hợp Quốc tại Thành phố New York. Đảng của ông và ông bị cấm hoạt động chính trị. Thaksin từ đó sống lưu vong. Ông bị kết án vắng mặt hai năm tù vì lạm dụng quyền lực. Từ nước ngoài, ông đã tiếp tục dùng ảnh hưởng của mình đến chính trị Thái Lan, thông qua Đảng Nhân quyền và Đảng Pheu Thai cũng như phong trào áo đỏ. Em gái ông là Yingluck Shinawatra đắc cử thủ tướng Thái Lan từ năm 2011 đến năm 2014 thì bị đảo chính.
Năm 2009, Thaksin cho biết trong một cuộc phỏng vấn rằng ông đang sống ở Dubai và vẫn có quyền truy cập vào khoảng 100 triệu đô la tiền của mình.

## Tiểu sử
Thaksin Shinawatra sinh ngày 26 tháng 7 năm 1949 tại huyện San Kamphaeng, tỉnh Chiang Mai. Cụ nội của Thaksin, Seng Sae Khu, là một di dân người Hẹ từ Mai Châu, Quảng Đông đến nước Xiêm trong thập niên 1860. Năm 1908, ông đến sống ở Chiang Mai và kết hôn với một phụ nữ Thái tên Sangdi. Cậu con cả, Chiang Sae Khu, sinh năm 1890 tại Chanthaburi, kết hôn với một phụ nữ Thái tên Saeng Somma. Con trai đầu của Chiang, Sak, năm 1938 đổi sang họ Thái, Shinawatra. Khi chế độ Phibun tiến hành chiến dịch chống người Hoa, mọi người trong gia đình đều đổi họ, kể cả Lert Shinawatra, cha của Thaksin, sinh năm 1919 tại Chiang Mai. Lert kết hôn với Yindi Ramingwong.
Khi Thaksin chào đời thì gia đình Shinawatra đã là một trong số các gia tộc giàu có và quyền thế nhất Chiang Mai, có mối quan hệ thân cận với hoàng gia, quân đội và giới tinh hoa trong bộ máy hành chính cũng như những gia đình giàu có trong vùng.
Sau khi tốt nghiệp Học viện Cảnh sát, năm 1973 Thaksin gia nhập Bộ Cảnh sát Hoàng gia Thái, rồi theo học tại Đại học Eastern Kentucky, Hoa Kỳ, để lấy bằng Thạc sĩ tư pháp tội phạm vào năm 1975. Năm 1978 Thaksin nhận học vị Tiến sĩ tư pháp tội phạm tại Đại học Sam Houston, tiểu bang Texas. Sau khi lên đến vị trí Phó Chủ nhiệm Ban Chính sách và Kế hoạch thuộc Bộ Tổng tham mưu, Văn phòng Cảnh sát Đô thành. Năm 1987 Thaksin ra khỏi ngành để thành lập Tập đoàn Truyền thông và Vi tính. Một trong những thành viên của tập đoàn, công ty Shinawatra Paging, nay trở thành mạng lưới điện thoại di động lớn nhất Thái Lan AIS. Năm 1990, Thaksin tiến hành một giao dịch liều lĩnh nhưng thành công, nhận gói thầu trị giá 20 tỷ baht để được nhượng quyền điều hành vệ tinh Thaicom.

## Phó Thủ tướng chính phủ Chavalit
Vào ngày 15 tháng 8 năm 1997, Thaksin được bổ nhiệm chức Phó thủ tướng trong chính quyền thuộc Chavalit Yongchaiyudh. Sự kiện này xảy ra sau khi Thai Baht bị thả nổi và mất giá vào ngày 2 tháng 7 năm 1997, làm phát ra cơn khủng hoảng tài chính châu Á. Thaksin giữ vị trí này được 3 tháng, rời chức vào ngày 14 tháng 11 sau khi Chavalit từ chức.
Trong một cuộc tranh luận chỉ trích thất bại ngày 27 tháng 9 năm 1997, dân biểu Suthep Thaugsuban buộc tội Thaksin kiếm lời từ nguồn tin bên trong nội bộ chính phủ về quyết định thả nổi đồng baht. Tuy nhiên, sự buộc tội này đã không được điều tra trong quá trình điều hành của Đảng Dân chủ hay TRT. Trong suốt năm 1997, công ty AIS, công ty chủ chốt của Thaksin, bị thiệt hại 1.8 tỷ baht sau vụ khủng hoảng và nợ gần gấp đôi sau khi đồng tiền bị mất giá. Tuy nhiên, các nhà chỉ trích vẫn cho rằng sự thua lỗ của thương nghiệp của Thaksin vẫn còn ít hơn nhiều so với sự thiệt thòi của các công ty cạnh tranh.

## Sự hình thành của Đảng người Thái Yêu người Thái và cuộc bỏ phiếu 2001
Thaksin sáng lập Đảng Thai Rak Thai ("Người Thái yêu Người Thái" - TRT) năm 1998 cùng với Somkid Jatusripitak, PDP liên kết với Sudarat Keyuraphan, Purachai Piumsombun, và 19 người khác.
Dựa vào nền tảng theo chủ nghĩa dân kiểm từ Somkid, TRT hứa hẹn sẽ đem lại quyền được chăm sóc sức khỏe cho mọi người trong cộng đồng, hoãn trả nợ 3 năm cho nông dân, và 1 triệu baht phát triển dành cho các làng mạc.
Sau khi Thủ tướng Chuan giải tán nghị viện vào tháng 11 năm 2000, TRT thắng đậm trong cuộc bầu cử vào tháng 1 năm 2001, cuộc bầu cử đầu tiên được tổ chức dưới sự kiểm soát của Hiến pháp Nhân dân 1997. Nó được đánh giá là hầu như tự do tham gia bầu cử nhất trong lịch sử của Thái. Lần đầu tiên, chế độ dân chủ của Thái, một đảng duy nhất thắng nắm toàn quyền chủ đạo.

## Thủ tướng Thái Lan
Sau khi nắm giữ chức vụ Thủ tướng, Thaksin Shinawatra đề xướng nhiều chính sách khác nhau ảnh hưởng đến kinh tế, sức khỏe xã hội, giáo dục, năng lượng, thuốc, các mối quan hệ ngoại giao quốc tế. Ông thắng phiếu lớn trong 2 lần tranh cử sau đó. Các chính sách của Thaksin mang lại hiệu quả đặc biệt vào việc giảm nghèo vùng nông thôn, và thiết lập được một nền y tế mà mọi người đều có thể chi trả. Vì những điều trên, có thể nói, ông là thủ tướng dành cho những người nghèo. Tuy nhiên, chính phủ của ông luôn thường xuyên bị thử thách bởi những lý lẽ cho rằng ông lãnh đạo độc đoán, mị dân, tham nhũng, những xung đột về quyền lợi, vi phạm quyền con người, hành xử không khéo léo, sử dụng quyền hành thái quá và có thái độ thù địch với báo chí tự do. Không những bị xem như là một nhà lãnh đạo được lắm kẻ ưa và cũng nhiều người ghét, ông còn là mục tiêu của hàng luận điệu đả kích về phạm thượng với vua, phản quốc, chiếm đoạt tài sản tôn giáo và hoàng gia, bán tài sản cho các nhà đầu tư nước ngoài, báng bổ tôn giáo.
Giống Thủ tướng Silvio Berlusconi của nước Ý, Thaksin luôn bị đeo đuổi bởi những xung đột quyền lợi giữa chức vụ thủ tướng và nguồn lợi kết sù trong doanh nghiệp, năm 2001 Thaksin suýt chút nữa bị kết án che giấu tài sản (cùng với lệnh cấm giữ chức vụ công trong 5 năm). Nhiều người tin rằng các thẩm phán đã nhận hối lộ để tha bổng Thaksin và các cuộc điều tra vẫn chưa khép lại. Biện minh cho mình, Thaksin nhấn mạnh rằng việc che giấu tài sản chỉ là một sai lầm không cố ý.
Trọng tâm của các chính sách được ban hành bởi chính phủ Thaksin là nhằm thu hút cảm tình của quảng đại quần chúng, chi tiêu những số tiền lớn cho các trợ giúp như những khoản tiền vay lãi suất thấp dành cho nông dân cùng những khoản phụ cấp y tế. Những người ủng hộ ông cho rằng chính sách kinh tế này, được gọi là nền kinh tế Thaksin (Thaksinomics), giúp phục hồi kinh tế Thái Lan sau cuộc Khủng hoảng Tài chính Á châu năm 1997. Song, những người chỉ trích cáo buộc rằng Thaksinomics chẳng khác gì đối sách của nhà kinh tế học John Maynard Keynes chủ trương bơm tiền vào để giải quyết khủng hoảng, nhưng được gán cho nhãn hiệu mới để được gọi là cách mạng.
Năm 2003, Thaksin tiến hành chiến dịch chống các tay buôn ma tuý với biện pháp hành quyết bên ngoài luật pháp với số nghi can bị thiệt mạng lên đến vài trăm người, đã bị chỉ trích dữ dội bởi các tổ chức bảo vệ nhân quyền. Cũng có những lời than phiền cho rằng Thaksin thường cài người thân hoặc đối tác kinh doanh của mình vào cơ cấu chính quyền, điển hình như đem một người anh em họ, tướng Chaiyasit Shinawatra, từ một huyện xa xôi vào vị trí Tổng tư lệnh Lục quân.
Mặc dù có những báo cáo về tình trạng tham nhũng phổ biến trong chính phủ, Thaksin vẫn giành được chiến thắng vang dội khi tái tranh cử trong cuộc bầu cử tổ chức vào tháng 1 năm 2005; đảng Thai Rak Thai chiếm 374 trong tổng số 500 ghế tại Quốc hội, trong khi đảng đối lập chính, Đảng Dân chủ, mất hơn một phần tư số đại biểu, chỉ còn 96 ghế. Phần lớn số ghế mà đảng của Thaksin giành được là từ các khu vực phía Bắc và Đông Bắc, nơi chiến dịch tranh cử của ông nhắm tranh thủ tình cảm dân nghèo đã hoạt động hiệu quả. Cung cách của Thaksin khi xuất hiện trên các chương trình truyền hình quốc gia sau Thảm họa Sóng thần Ấn Độ Dương đã gây ấn tượng mạnh trên giới trung lưu ở Bangkok với thái độ chính trị lâu nay vẫn được xem là khó lường khi đảng Thai Rak Thai giành chiến thắng ở 32 trong số 37 đơn vị bầu cử, mặc dù mãi đến tháng 11 năm 2005, các cáo buộc về gian lận trong bầu cử ở 3 trong số các quận này vẫn chưa được điều tra. Đảng TRT cũng hoạt động tốt tại các tỉnh miền Trung, thành lũy lâu đời của Đảng Chart Thai. Dù vậy, ở các tỉnh biên giới phía Nam, nơi các cuộc nổi dậy đòi ly khai đang hoạt động mạnh, đảng của Thaksin chỉ giành được một ghế.
Cuối năm 2005, Thaksin đâm đơn kiện về tội phỉ báng chống lại Sondhi Limthongkul, nhà báo và chủ nhân của một trong ba nhật báo lớn nhất Thái Lan, cũng là người kiên trì chỉ trích thủ tướng. Vụ kiện được rút lại sau khi Nhà vua Bhumibol Adulyadej, trong bài diễn văn sinh nhật, ngụ ý chống lại vụ kiện. Trước những chỉ trích ngày càng gia tăng từ giới truyền thông, tháng 11 năm 2005 Thaksin quyết định huỷ bỏ các buổi họp báo hằng tuần cho đến cuối năm, cho rằng sao Thủy không hợp với sao chiếu mệnh của ông, và như thế sẽ gây tai họa cho ông. Về sau một phát ngôn viên chính phủ giải thích rằng có quyết định này là do thủ tướng quá bận rộn và thủ tướng muốn các thành viên nội các có cơ hội giải đáp các câu hỏi đặc biệt chứ không phải do các nguyên nhân về môn chiêm tinh.

## Giao dịch 1,88 tỉ Mỹ kim của tập đoàn Shin
Thứ hai ngày 23 tháng 1 năm 2006, ba ngày sau khi đạo luật Viễn thông được thông qua, gia đình của Thaksin bán toàn bộ phần hùn trong tập đoàn Shin (Shin Corporation), công ty truyền thông hàng đầu tại Thái Lan, cho Temasek Holdings, tập đoàn tài chính của Singapore, mà không phải chịu thuế. Gia đình Shinawatra và gia đình Damapong (nhũ danh của Potjaman, phu nhân thủ tướng) thu được mẻ lưới trị giá 73 tỉ baht (khoảng 1,88 tỉ USD) mà không phải chịu thuế nhờ vận dụng những quy định cho phép cá nhân (không phải công ty) bán cổ phần trên thị trường chứng khoán mà không phải chịu thuế thu nhập.

## Biểu tình chống Thaksin
Thủ tướng đang đối diện với áp lực ngày càng gia tăng đòi ông phải từ chức, khởi phát từ vụ giao dịch của gia đình ông bán toàn bộ số cổ phần giúp ông nắm quyền kiểm soát tập đoàn Shin cho tập đoàn Temasek Holdings của Singapore. Những người chỉ trích cáo buộc Thaksin, cùng với một số vụ việc bất thường khác, đã dàn xếp trong nội bộ và dựng nên vụ giao dịch nhằm mục đích tránh khỏi phải nộp một khoản thuế khổng lồ.
Ngày 11 tháng 2, có khoảng 50.000 người phản đối tụ tập tại Quảng trường Hoàng gia, tố cáo Thaksin tham nhũng và lạm dụng quyền lực. Đây là cuộc biểu tình lớn thứ hai chống Thaksin. Cuộc biểu tình lần đầu xảy ra ngày 4 tháng 2 qui tụ khoảng 100.000 người.
Ngày 5 tháng 3 năm 2006, trong khi Thaksin đang vận động tranh cử tại những vùng nông thôn, hàng chục ngàn người phản kháng tụ tập tại Bangkok, hô to "Thaksin cút đi", đòi thủ tướng từ chức. Cuộc biểu tình được xem là lớn nhất kể từ năm 1992.

## Vận động luận tội thủ tướng
Tháng 2 năm 2006, 28 thượng nghị sĩ đệ đơn lên Toà án Hiến pháp yêu cầu ngưng chức thủ tướng với lý do có xung đột quyền lợi và những hành xử bất xứng trong giao dịch tài chính nhằm bán cổ phần thuộc tập đoàn Shin, chiếu theo điều 96, 216 và 209 của Hiến pháp Thái Lan. Những thượng nghị sĩ này cho rằng, chiếu theo điều 209, thủ tướng đã vi phạm hiến pháp và không còn thích hợp cho chức vụ, nhưng toà án đã bác đơn vào ngày 16 tháng 2.
- Điều 209, Bộ trưởng không được có phần hùn hoặc cổ phần trong một công ty hoặc duy trì phần hùn hoặc cổ phần có sẵn trong một công ty đến mức giới hạn theo luật định. Trong trường hợp một bộ trưởng muốn tiếp tục nhận tiền lãi từ chúng, người ấy phải thông báo cho Chủ tịch Ủy ban Chống tham nhũng trong thời hạn ba mươi ngày kể từ ngày được bổ nhiệm và phải chuyển phần hùn hoặc cổ phần ấy cho nhân viên pháp lý để người này quản lý số tài sản ấy vì quyền lợi của thân chủ theo luật định. -- Bộ trưởng không được có bất kỳ hành động nào nhằm tham gia quản lý số cổ phần cũng như các công việc khác trong công ty.

Một nỗ lực khác đang được tiến hành bởi mạng lưới sinh viên đại học Thái dưới sự hướng dẫn của sinh viên Đại học Thammasat. Họ cho lưu hành một kiến nghị nhằm tiến tới việc luận tội thủ tướng tại Thượng nghị viện. Đến ngày 27 tháng 2 năm 2006, đã có hơn 50.000 chữ ký cho bản kiến nghị, con số tối thiểu theo quy định của Hiến pháp để lập thủ tục luận tội.

## Từ chức, nắm quyền, và bị đảo chính
Thaksin tuyên bố Giải tán Quốc hội vào ngày 24/2/2006, nhằm chấm dứt tình trạng chính trị căng thẳng.
Một cuộc bỏ phiếu rộng rãi được đề ra vào 2/4/2006. Sau khi quyết định của Thaksin được công bố trên Đài tiếng nói hàng tuần (thuộc sở hữu của Thaksin), ông đã hứa một loạt những cải cách trong nội các, đồng thời nâng lương cho các viên chức chính phủ, nâng mức lương trung bình hàng tuần và giảm nhẹ nợ cho nông dân. Trong khi đảng Dân chủ, Đảng Hải đồ Thái(Chart Thai) và Mahachon công bố tẩy chay kết quả bỏ phiếu hôm 27/2/2006
Ngày 24 tháng 3 năm 2006, trước sự tập hợp của hơn 50.000 chữ ký, chỉ huy đảng Dân chủ Abhisit Vejjajiva đã hỏi ý kiến vua chỉ đạo một người thay thế Thủ tướng. Khối Liên Minh Nhân dân vì nền Dân chủ (PAD), Luật Xã hội Thái, và Hội đồng các Doanh nghiệp Thái cũng kêu gọi sự can thiệp từ hoàng gia.
Đảng TRT của Thaksin giành thắng lợi trong cuộc bỏ phiếu bị tẩy chay, với 462 ghế trong nghị viện, với tỉ lệ 16-10 số người bỏ phiếu và người không bỏ phiếu.
Vào ngày 3/4/2006, Thaksin Shinawatra xuất hiện trên truyền hình để tuyên bố thắng lợi cho cuộc bầu cử 2006, đề xuất một chính phủ dân chủ thống nhất, và đưa ra sáng lập cho một hội đồng hòa giải hoạt động độc lập để quyết định xem ông có nên giữ chứ Thủ tướng nữa hay không. Đảng Dân chủ và PAD lập tức từ chối giải pháp hòa giải. Chamlong Srimuang cho rằng: "Đã quá muộn để đi đến công cuộc hòa giải".
Sau cuộc hội kiến với Vua Bhumipol, Thaksin tuyên bố vào ngày 4/4/2006 rằng ông ta sẽ không chấp thuận thủ tướng thay thế sau khi nghị viện triệu tập lại, và sẽ tiếp tục lãnh đạo chỉ với cương vị Quyền Thủ tướng tạm thời. Ông tuyên bố trong một lần phát biểu trên kênh truyền hình quốc gia: "Lý do chính mà tôi không chấp nhận thủ tướng thay thế vì rằng năm nay là một năm đầy triển vọng đối với đức vua, kỷ niệm lên ngôi 60 năm vừa hãy còn mới cách đây 60 ngày... Tôi mong rằng tất cả dân Thái sẽ hợp nhất lại"
Sau đó, ông ủy thác trách nhiệm lại cho Phó Thủ tướng Tạm thời Chidchai Wannasathit, rời bỏ nhà Quốc hội và đi nghỉ mát một thời gian. Tuyên bố của Thaksin đã khiêu khích những phản ứng khác nhau. Một cuộc thăm dò Bangkok sau 3 tuần tuyên bố của Thaksin cho thấy những chính sách của TRT vẫn chiếm áp đảo Bangkok, với 54% hưởng ứng TRT so với 8% của Đảng Dân chủ.
Dù vậy, một cuộc thăm dò khác vào những ngày cuối tháng 5 lại cho thấy chỉ có 43% người dân Bangkok mong Thaksin trở lại như lúc ban đầu, 57% quả quyết rằng Thakisn không nên tiếp tục làm thủ tướng. Nhưng bản thăm dò ở 20 tỉnh thành khác, 55% người dân mong sự trở về của Thaksin và 45% ý kiến trái ngược.
Tuy vậy, bầu cử mới cần thiết cho hơn 40 TRT ứng cử viên (hầu hết từ những người thuộc đảng Dân chủ miền nam), những người không có được 20% số phiếu bầu. Đảng Dân chủ từ chối thừa nhận cuộc bỏ phiếu và cùng với Hội đồng Nhân dân vì Dân chủ, yêu cầu Tòa án Chính phủ Trung ương bãi bỏ chúng. Chamlong Srimuang tuyên bố PAD phải phớt lờ cuộc bỏ phiếu và tiếp tục tập hợp nhân dân cho đến khi Thaksin từ chức và Thai có được sự chấp thuận từ hoàng gia trong việc chỉ định thủ tướng mới.
Ngày 26 tháng 4 năm 2006, Đức Vua đã giải tán quan điểm trên, Người cho rằng hành động như vậy không phù hợp với hiến pháp: "Xin phép hoàng gia chỉ đạo thủ tướng là một hành động không dân chủ. Nói một cách khác: có nghĩa là phi lý"
Thaksin bị chỉ trích khắp nơi vì kêu gọi bỏ phiếu mướn. Trong một bài báo, The Nation miêu tả rằng cuộc bỏ phiếu đã "phạm phải những sai lầm khi quá chú trọng vào khái niệm sai lầm chính (của tư tưởng dân chủ, đặc biệt khi áp dụng vào nền dân chủ kém dân chủ của chúng ta, nơi mà thiếu kém, nghèo nàn về thông tin mà số đông quần chúng dễ dàng bị chi phối bởi những người thuộc phe cánh của Thaksin khi mà sự lôi kéo vận động của Thaksin đã được chuẩn bị đầy đủ.
Cuộc bỏ phiếu bị tẩy chay trong số 40 cử tri vào ngày 25/4 cho thấy TRT thu được 25 số phiếu và mất 2 số phiếu. Một cuộc bỏ phiếu lại vào 29/4 dành cho 13 cử tri còn lại. Những cuộc bỏ phiếu được đình chỉ tạm thời bởi Tòa Kiểm Phiếu một cách thận trọng có nên hay không duy trì sự bỏ phiếu không đạt chất lượng.
Vào ngày 8/5/2006, Tòa kiểm Phiếu đưa ra có 8-6 số phiếu không hợp lệ trong cuộc bỏ phiếu vào tháng 4 và ra quyết định một cuộc bỏ phiếu mới phải được tiến hành. Tòa án không thành công trong việc gây áp lực khiến cho các nhân viên hội đồng kiểm phiếu từ chức. Đảng Dân chủ, đã từng tuyên bố tẩy chay cuộc bỏ phiếu vào tháng 4, nay tỏ thái độ sẽ sẵn sàng cho cuộc bầu cử mới.
Ngày 19 tháng 9 năm 2006, trong lúc ông đang tham dự cuộc họp của Đại hội đồng Liên Hợp Quốc tại Thành phố New York, một số chỉ huy trong Quân đội Hoàng gia đã đưa xe tăng bao vây tòa nhà chính phủ tại Bangkok. Chính phủ ông đã bị lật đổ, và theo tướng Sonthi Boonyaratglin, người lãnh đạo cuộc đảo chính này, Phó thủ tướng Chitchai Wannasathit và Bộ trưởng Bộ Quốc phòng Thammarak Isaragura na Ayuthaya đã bị bắt giữ.
Sau khi bị lật đổ, Thaksin sang Anh Quốc với con gái. Tại đây ông mua câu lạc bộ bóng đá Manchester City với giá 82 triệu bảng Anh  và thuyết phục cựu huấn luyện viên trưởng đội tuyển bóng đá quốc gia Anh Sven Goran Eriksson làm HLV trưởng cho câu lạc bộ này  Lưu trữ ngày 24 tháng 12 năm 2007 tại Wayback Machine.
Trong khi đó tại Thái Lan, chính quyền quân sự đã tiến hành điều tra và Tòa án Tối cao ra lệnh bắt rồi truy nã Thaksin.

## Trở về
Ngày 28 tháng 2 năm 2008, sau 17 tháng lưu vong, Thaksin quay trở lại Thái Lan  và ngay lập tức bị bắt giữ tại sân bay Suvarnabhumi. Tuy vậy, hàng ngàn người ủng hộ đã chào đón ông tại sân bay. Sau khi nộp tiền bảo lãnh, ông được thả và tiến hành họp báo.

## Án tù
Ngày 21 tháng 10 năm 2008, Toà án Tối cao Thái Lan đã tuyên án ông Thaksin tù chung thân vì lạm dụng quyền lực để giúp vợ mình là bà Potjaman mua một mảnh đất ở khu vực Ratchadapisek của Bangkok với giá rẻ hơn rất nhiều so với giá thị trường . Vợ ông, cũng là một bị cáo trong vụ án này, được tuyên trắng án. Giới truyền thông Thái Lan đã gọi đây là phán quyết lịch sử bởi nó là án tù đầu tiên dành cho một vị thủ tướng. Theo vụ án này, hồi năm 2003, khi mới lên làm thủ tướng được 2 năm, ông Thaksin đã sử dụng ảnh hưởng của mình để giúp vợ mua mảnh đất ở Ratchadapisek với giá 772 triệu baht, một cái giá được cho là rẻ gấp 3 lần giá thị trường lúc đó. Sau khi cuộc đảo chính ngày 19 tháng 9 năm 2006, lực lượng đảo chính đã lập nên Ủy ban Kiểm tra Tài sản (ASC) để điều tra các cáo buộc chính quyền Thaksin tham nhũng và lạm quyền. ASC đã lôi nhiều vụ liên quan đến ông Thaksin ra, mà trong đó có vụ mua đất ở Ratchadapisek.
Ông Thaksin đã không có mặt ở toà để nghe tuyên án vì ông đang sống lưu vong cùng vợ ở London. Các công tố viên Thái Lan đã bắt đầu tiến hành các thủ tục cần thiết để dẫn độ ông Thaksin về nước.
Ngày 30/8/2019, Tòa án tối cao Thái Lan đã tuyên trắng án cho cựu thủ tướng Thái Lan Thaksin Shinawatra sau nhiều năm bị cáo buộc đứng sau vụ bê bối thao túng tại ngân hàng Krungthai năm 2003.

## Chuyện bên lề
Tháng 1 năm 2006, Thaksin xuất hiện trong một chương trình truyền hình người thật việc thật Back Stage Show: The Prime Minister ("Hậu cảnh: Thủ tướng") tường thuật những hoạt động của ông trong nỗ lực xoá đói giảm nghèo tại Amphoe At Samat, tỉnh Roi Et. Mặc cho các học giả và nhiều người khác phê phán rằng chương trình này chẳng gì khác hơn là một nỗ lực tiếp thị nhằm đánh bóng hình ảnh của thủ tướng, Thaksin tuyên bố rằng chương trình là một hình mẫu để các viên chức chính phủ học tập.

## Biểu dương sức mạnh
Thaksin chứng tỏ là ông vẫn còn có sự ủng hộ mạnh mẽ của quần chúng và biểu dương sức mạnh của mình khi đang phải lưu vong ngoại quốc, tạo rắc rối cho liên minh cầm quyền, theo một bài báo đăng trên trang nhà "The Malaysian Insider" ngày 28/8, 2009. Kế hoạch vận động hàng ngàn người ủng hộ nhà tỉ phú lưu vong để họ kéo đến tham dự cuộc biểu tình diễn ra vào ngày 30/8/2009 là một nhắc nhở về sự thất bại của Thủ tướng Abhisit Vejjajiva trong việc vượt qua được sự chia rẽ chính trị trầm trọng ở Thái Lan, và tạo khả năng sẽ có thêm tình trạng bất ổn sau các cuộc biểu tình bạo động chống chính phủ vào tháng 4/2009. Qua việc đàn áp cuộc biểu tình vào tháng 4/2009, quân đội Thái Lan coi như đã phá vỡ giấc mơ phục hồi chính trị của Thaksin.
Tuy có sự hậu thuẫn của giới hoàng tộc, quân đội và thành phần doanh gia giàu có; Thủ tướng Abhisit Vejjajiva vẫn chưa thu phục được giới dân nghèo, bất mãn vì bị gạt ra bên ngoài đời sống chính trị ở Thái Lan, không được hưởng lợi lộc từ các thành quả kinh tế của Thái Lan trong thời gian qua và bị giới thượng lưu ở Bangkok khinh rẻ. "Thaksin vẫn còn được người dân yêu mến. Ông ta đang tạo sự rạn nứt trong liên minh cầm quyền một cách rất hiệu quả," theo Stephen Vickers, giám đốc điều hành FTI International Risk Inc., chuyên cố vấn khách hàng đầu tư vào Thái Lan. Các cơ quan an ninh Thái Lan khuyến cáo Abhisit bố trí khoảng 5.000 binh sĩ ngày 30/8 và cấm người biểu tình không được tụ tập trước văn phòng của ông. Theo các phân tích gia chính trị, chính phủ Thái Lan lo ngại sẽ tái diễn tình trạng bao vây kéo dài nhiều tuần như đã xảy ra tại văn phòng thủ tướng vào tháng 4/2009, đưa tới cuộc bạo động trên đường phố trầm trọng nhất tại Thái Lan từ 17 năm qua.

## Dân Thái biểu tình ủng hộ Thaksin, 2009
Thành phần chống chính phủ Thái Lan tổ chức biểu tình ngày 19/9/2009, để kỷ niệm ngày quân đội đảo chính lật đổ chính phủ của Thaksin trong lúc một nhóm chính trị khác tuần hành đòi chính phủ phải chiếm đóng một ngôi đền cổ ở biên giới với Cambodia. Có 17 người bị thương, không ai trầm trọng, tại tỉnh Sisaket ở phía Đông Bắc sau khi thành viên Liên minh Dân chủ Nhân dân (en:People's Alliance for Democracy - PAD), gồm thành phần bảo hoàng, cảnh sát, quân đội và giới trung lưu ở Bangkok, tuần hành đến cổng ngôi chùa gần khu vực đang có tranh chấp giữa Thái Lan và Cambodia, đòi hỏi chính phủ Thái phải chiếm lấy nơi này. Những người tổ chức biểu tình ở thủ đô Bangkok dưới sự canh chừng nghiêm ngặt của hơn 6.000 cảnh sát viên để ngăn ngừa xảy ra tình trạng bạo động như từng thấy vào tháng 4/2009 làm hai người chết và hàng trăm người khác bị thương. Hơn 20.000 người tới tham dự cuộc biểu tình ngày 19/9/2009 để đòi Thủ tướng Abhisit Vejjajiva phải từ chức, nói rằng ông lên nắm quyền nhờ những hành động không chính thống, với sự hỗ trợ của quân đội và tòa án, hai cột trụ của giai cấp cầm quyền hiện nay. Hàng trăm dân làng Thái Lan, chống lại cuộc biểu tình của Liên minh Dân chủ Nhân dân, kéo ra ngăn cản và hai bên đụng độ bằng gậy gộc, giáo mác, ná thung. Cảnh sát được lệnh không dùng biện pháp mạnh nên chỉ mang theo khiên che, do đó bất lực trong việc ngăn cản hai bên. Phía lực lượng Liên minh Dân chủ Nhân dân sau đó rút lui khi trời bắt đầu tối.

## Trở về lần 2
Cựu thủ tướng Thái Lan Thaksin Shinawatra về đến sân bay ở Bangkok sau 15 năm lưu vong, được đại gia đình và nhiều người ủng hộ chào đón.
Chiếc máy bay tư nhân chở ông Thaksin hạ cánh lúc 9h hôm nay tại sân bay Don Mueang. Ba người con của cựu thủ tướng cùng các cháu đến đón ông. Khi bước ra khỏi cửa sân bay, ông chắp tay và vẫy chào người ủng hộ.
Hàng trăm người ủng hộ mặc áo đỏ giơ biểu ngữ, ca hát và hô vang tên ông. Ông Thaksin quỳ xuống, cúi đầu bày tỏ lòng kính trọng trước ảnh Vua Maha Vajiralongkorn. Ông sau đó tiến đến gần nhóm người ủng hộ, bắt tay và cảm ơn họ trước khi bị quan chức đưa đi. Theo Channel News Asia, cựu Thủ tướng Thái Lan Thaksin Shinawatra đến Tòa án Tối cao. Ở đó, ông phải chịu án tù 8 năm nhưng sau đó được nhà vua âm xá giảm xuống 1 năm, liên quan tới 3 tội danh. Với tình hình sức khỏe không tốt, cựu Thủ tướng đang cân nhắc tiếp tục nộp đơn xin được trả tự do trước thời hạn.
Theo báo Bangkok Post, ông Thanaporn Sriyakul - giám đốc Viện Chính trị và Phân tích chính sách Thái Lan - nhận định cựu thủ tướng Thaksin Shinawatra trở về Thái Lan vào ngày 22-8 sau gần 17 năm sống lưu vong bởi ông cảm thấy tự tin Đảng Pheu Thai (Vì nước Thái) sẽ thành công trong việc thành lập chính phủ.